# Federico Laredo Brú
Federico Laredo Brú (ur. 23 kwietnia 1875 w San Juan de los Remedios, zm. w lipcu 1946 w Hawanie) – kubański polityk i pułkownik.
Uczestniczył w walkach o niepodległość Kuby. W 1933 został ministrem spraw wewnętrznych, w 1936 wiceprezydentem, by w okresie od 24 grudnia 1936 do 10 października 1940 sprawować urząd prezydenta Kuby, podczas gdy rzeczywista władza spoczywała w rękach Fulgencio Batisty.